# فناک
فناک (انگلیسی: Fnac) شرکت رسانه‌های گروهی فرانسوی است، که در زمینه ارائه محصولات رسانه‌ای و خدمات فرهنگی، انتشارات کتاب، موسیقی و عکاسی، همچنین فروش لوازم الکترونیکی مصرفی فعالیت می‌کند. شرکت فناک در سال ۱۹۵۴ توسط آندره اسل و مکس تیرت، در شهر پاریس تأسیس شد و هم‌اکنون مالک ۱۸۴ شعبه در کشورهای فرانسه، تونس، پرتغال، اسپانیا، سوئیس، لوکزامبورگ و هلند، مراکش، قطر، ساحل عاج، کامرون، بلژیک و جمهوری کنگو می‌باشد. دفتر مرکزی این شرکت در ایوری-سور-سن، پاریس قرار دارد و بخشی از سهام آن در بازار بورس یورونکست پاریس معامله می‌شود.